# Приключения трёх русских и трёх англичан в Южной Африке
«Приключе́ния трёх ру́сских и трёх англича́н в Ю́жной А́фрике» (фр. Aventures de trois Russes et de trois Anglais dans l’Afrique Australe) — приключенческий роман французского писателя Жюля Верна, входящий в цикл «Необыкновенные путешествия». Написан в 1872 году.

## Публикация
Первая публикация романа — в журнале Этцеля «Magasin d’Éducation et de Récréation» с 20 ноября 1871 по 5 сентября 1872 года, под названием «Приключения трёх русских и трёх англичан в Южной Африке».
В виде отдельной книги роман вышел под заглавием «Приключения трёх русских и трёх англичан» 29 августа 1872 года. 31 октября 1872 года роман вышел в иллюстрированном (53 иллюстрации Фера, гравированных Паннмакером) издании (вновь под полным, «журнальным» заглавием), которое также включало в себя роман «Плавающий город». Это был шестой «сдвоенный» том «Необыкновенных путешествий».
В 1873 году роман вышел в России в переводе Марко Вовчок в издательстве С. В. Звонарева.

## Содержание
Книга разбита на двадцать три главы:
- Глава первая. На берегах реки Оранжевой
- Глава вторая. Официальное представление
- Глава третья. Преодоление преграды
- Глава четвёртая. Несколько слов по поводу метра
- Глава пятая. Посёлок бечуанов
- Глава шестая, в которой знакомство довершается
- Глава седьмая. Базис треугольника
- Глава восьмая. Двадцать четвёртый меридиан
- Глава девятая. Крааль
- Глава десятая. Поток
- Глава одиннадцатая, в которой находят Николая Паландера
- Глава двенадцатая. Ориентир во вкусе сэра Джона
- Глава тринадцатая. С помощью огня
- Глава четырнадцатая. Объявление войны
- Глава пятнадцатая. Ещё один градус
- Глава шестнадцатая. Различные приключения
- Глава семнадцатая. Бич пустыни
- Глава восемнадцатая. Пустыня
- Глава девятнадцатая. Триангуляция или смерть
- Глава двадцатая. Восемь дней на вершине Скорцефа
- Глава двадцать первая. Fiat Lux!
- Глава двадцать вторая, в которой Николай Паландер выходит из себя
- Глава двадцать третья. Водопады Замбези

## Сюжет
Геодезическая экспедиция, состоящая из трёх английских и трёх русских учёных, отправляется на корабле «Королева и Царь» в Южную Африку. Известие о начале военных действий в марте 1854 года между двумя могущественными державами создаёт межнациональный конфликт между членами экспедиции.
После получения новостей о начале войны между Россией и Великобританией (имеется в виду Крымская война 1853—1856 гг.) экспедиция раскалывается на две части: русскую и английскую, которые раздельно продолжают свои исследования. Англичане обнаруживают за собой слежку макололо — воинствующего народа. Однако те следят не только за английской группой ученых, но и за русской. Этот народ Южной Африки нападают на русскую экспедицию и берут в осаду гору Скорцеф, на которой закрепляются русские. Англичане, забыв, что они с русскими враги, приходят на помощь коллегам. Выдержав длительную осаду и испытание голодом, герои романа после штурма отступают к озеру и спасаются от разбойников, предварительно завершив свои исследования. На этом испытания не закончились. Обезьяны похищают у русского ученого Николая Паландера реестры исследований. Члены экспедиции выходят на след похитителей и спасают реестры. После завершения исследований члены совместной экспедиции на австрийском судне отправляются к Суэцкому каналу. Война ещё в самом разгаре. Идут бои за Севастополь. Роман заканчивается тем, что английский ученый Вильям Эмери заверяет русского коллегу Михаила Цорна в своей неизменной дружбе.